# Handelsinstituut Regina Pacis

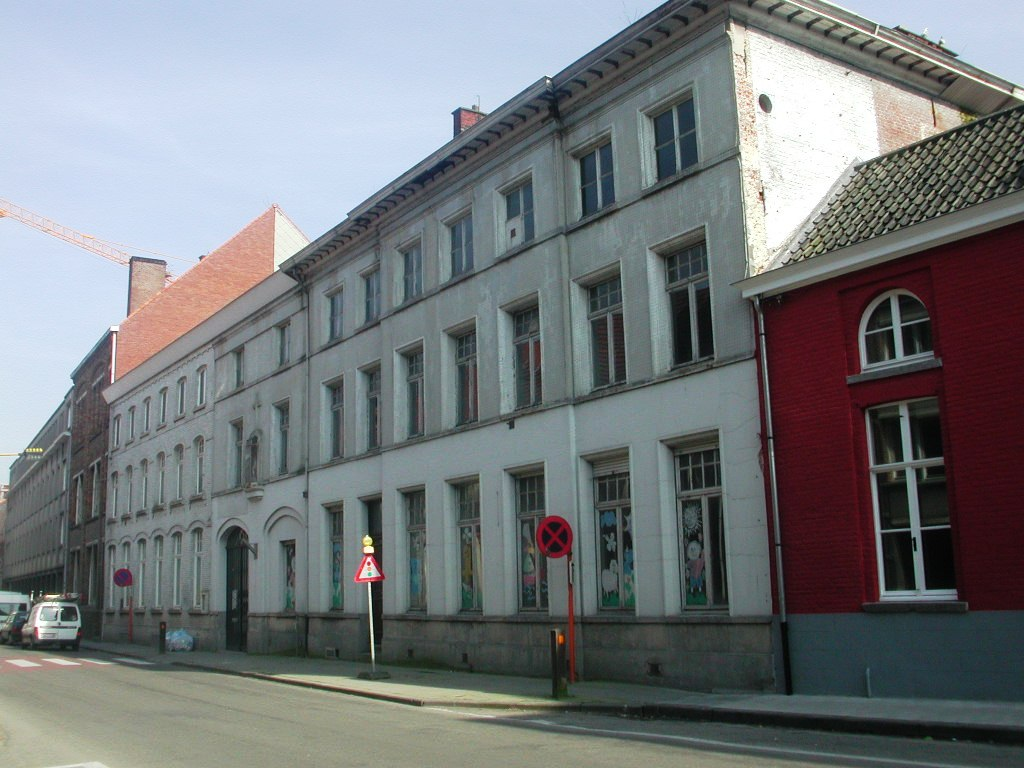
Oude school naast Handelsinstituut Regina Pacis

Het Handelsinstituut Regina Pacis is een katholieke middelbare school in de Vlaamse stad Tielt, die ontstond in 1955 na de aansluiting van de kloostergemeenschap van de Apostolinen bij de congregatie van de Zusters van Maria van Pittem. De school valt onder de scholengroep vzw Scholen Molenland, die katholiek secundair onderwijs organiseert in Tielt. De scholengroep bestaat uit twee internaten en zes scholen: Okan Tielt, De Bron, De Ster, VTI Tielt, SJI Tielt en Regina Pacis.

## Geschiedenis
De oorsprong van de school gaat terug naar 1839, toen op verzoek van Joannes Marcellinus Darras (pastoor en deken van Tielt) zes zusters apostolinnen, dochters van de Onbevlekte Ontvangenis uit Brugge, in Tielt een "Arme Leer- en Werkschool" openden. Deze spin- en kantwerkschool werd in het Alexianenklooster aan de Markt van Tielt gehuisvest. In 1849 werd het complex uitgebreid met een weeshuis voor meisjes, en in 1854 werd een kleuterklas toegevoegd.
In de jaren 1866-1867 verhuisde het instituut naar een groter pand aan de zuidzijde van de Ieperstraat, dat de zusters in 1864 van de Tieltse notaris Henri De Roo hadden aangekocht. Het gebouw werd verder verbouwd en uitgebreid, met nieuwe aanbouwen en bijgebouwen. Door een afname van het aantal wezen werd het instituut omgevormd tot een meisjeskostschool met kleuterklassen en een huishoudschool.
In 1875 werden er nieuwe lokalen bijgebouwd na de afbraak van enkele aangrenzende panden. In 1882 kregen de zusters ook de Sint-Godelieveschool in beheer. Deze school, opgericht in 1879 door Mulle de Terschueren, was een vrije betalende meisjesschool en werd samengevoegd met de kosteloze Sint-Annaschool in de Ontvangerstraat, beheerd door de Zusters van Rollegem, die kort daarop vertrokken.
Het schoolcomplex onderging in de laatste jaren van de 19de eeuw verschillende uitbreidingen: in 1885 werden nieuwe klassen toegevoegd voor de kostschool, gevolgd door uitbreiding van de kleuterafdeling in 1887 en 1898, en de bouw van een nieuwe vleugel met kapel voor de kosteloze huishoudschool in 1895. In 1902 werd de kapel voorzien van nieuwe glasramen, een nieuw altaar en een nieuwe communiebank.

## Eerste Wereldoorlog en wederopbouw
In de laatste jaren van de Eerste Wereldoorlog werd het schoolcomplex tijdelijk verlaten door de zusters en kostschoolgangers. Zij verbleven in het noviciaat van de Minderbroeders in de Kortrijkstraat, terwijl de overige leerlingen bij burgers werden ondergebracht. Tijdens de oorlog werd een deel van het kostschoolgebouw vernield door bombardementen en dynamiteringsacties van de Duitsers. De school werd in de jaren 1921-1923 heropgebouwd en in de jaren 1930-1940 verder uitgebreid.

## Overgang naar Regina Pacis
In 1954-1955 sloot de kloostergemeente van de apostolinnen zich aan bij de Zusters van Maria van Pittem. Het schoolcomplex werd vanaf dat moment gekend als Regina Pacis. In 1961 werd een nieuw klooster gebouwd ten oosten van het oorspronkelijke gebouw, nadat enkele aanpalende huizen waren afgebroken. In de jaren die volgden, onderging het schoolcomplex verdere uitbreidingen, waaronder de verbouwing van het vroegere kloostergebouw tot een woonhuis voor de deken (1962-1968) en later als peutertuin (1968-1988).
In 1971 werden enkele oude gebouwen van de Minderbroeders in de Kortrijkstraat aangekocht. Hier werden in 1972 vier nieuwe klaslokalen en een overdekte speelzaal aangebouwd, gevolgd door vijf extra klaslokalen en een studiezaal in 1978.

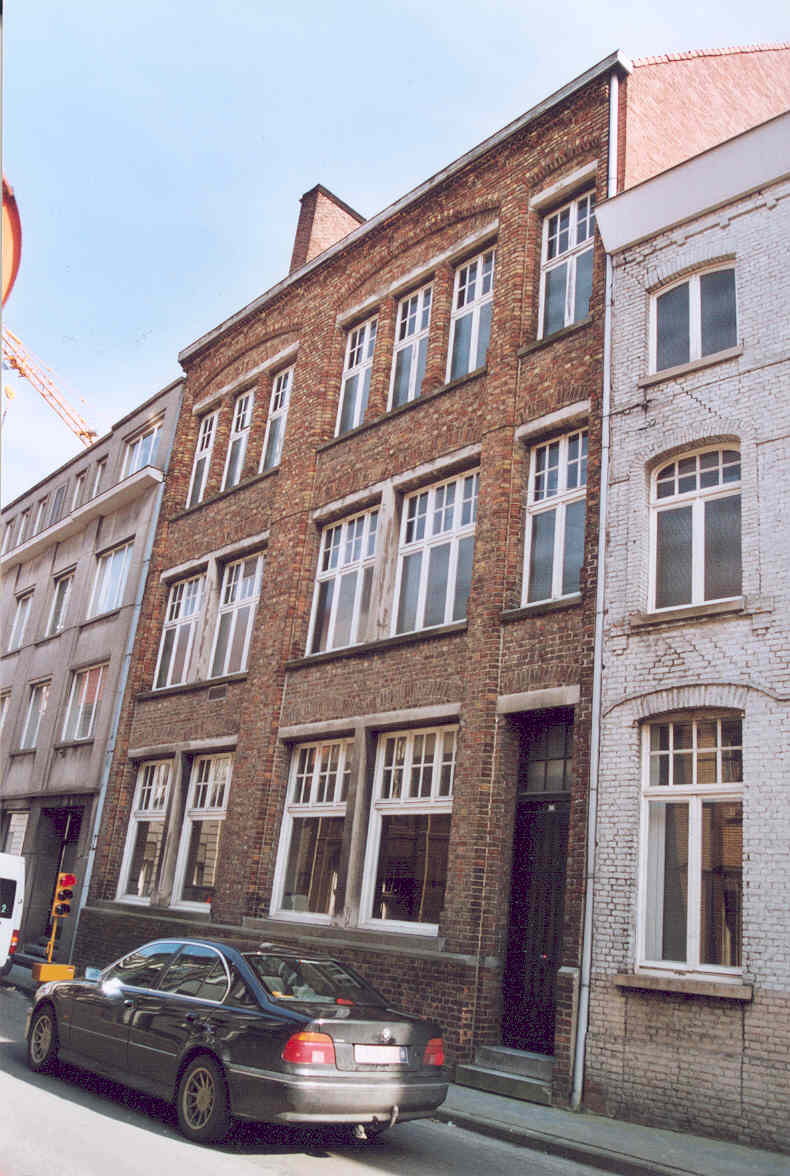
Oude voorgeven Handelsinstituut Regina Pacis

## Recentere ontwikkelingen
- 2012: Oprichting van het internaat.
- 2015: Uitbreiding van het internaat.[1]
- 2022: De secundaire school van Regina Pacis gaat een oude vleugel van het schoolgebouw volledig renoveren. Het huidige gebouw, dat nog ramen met enkelvoudig glas heeft, zal gestript worden en vervangen door een energiezuinige vleugel. De afbraakwerken begonnen eind juni 2022, met een investering van 1,6 miljoen euro in de duurzame renovatie.[2]

## Fotogalerij

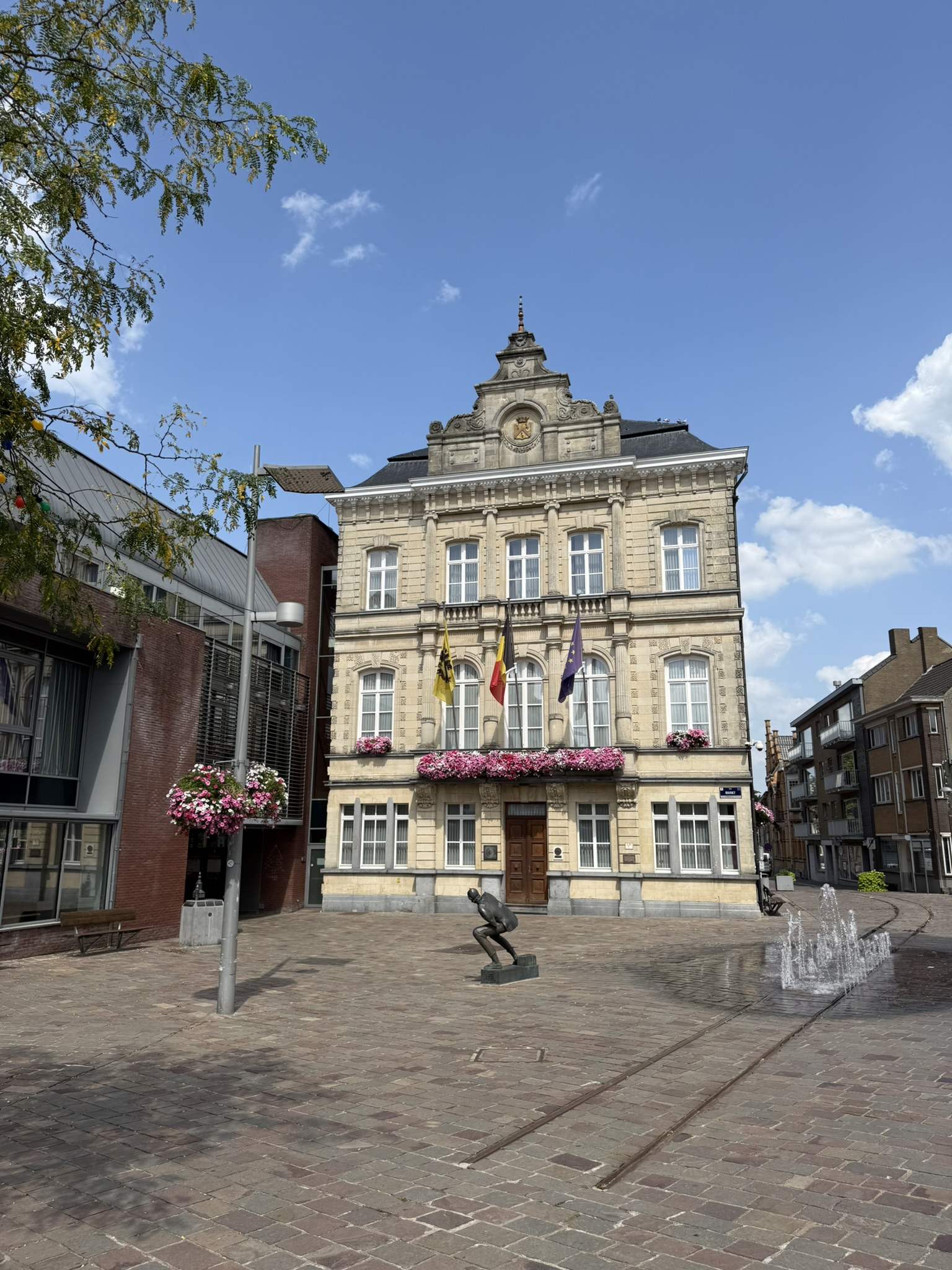
Stadhuis Tielt vooraanzicht
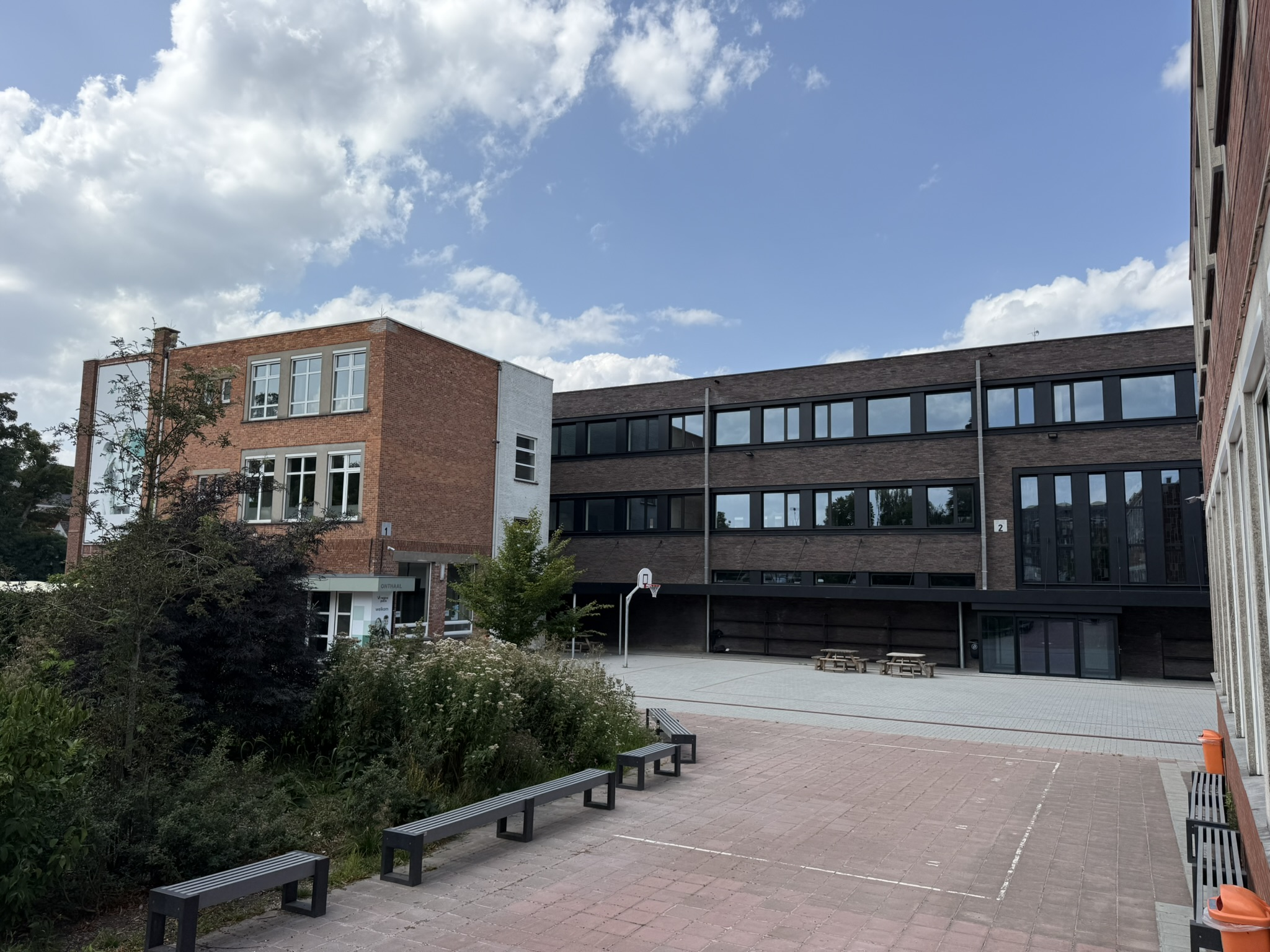
Speeplaats Regina Pacis
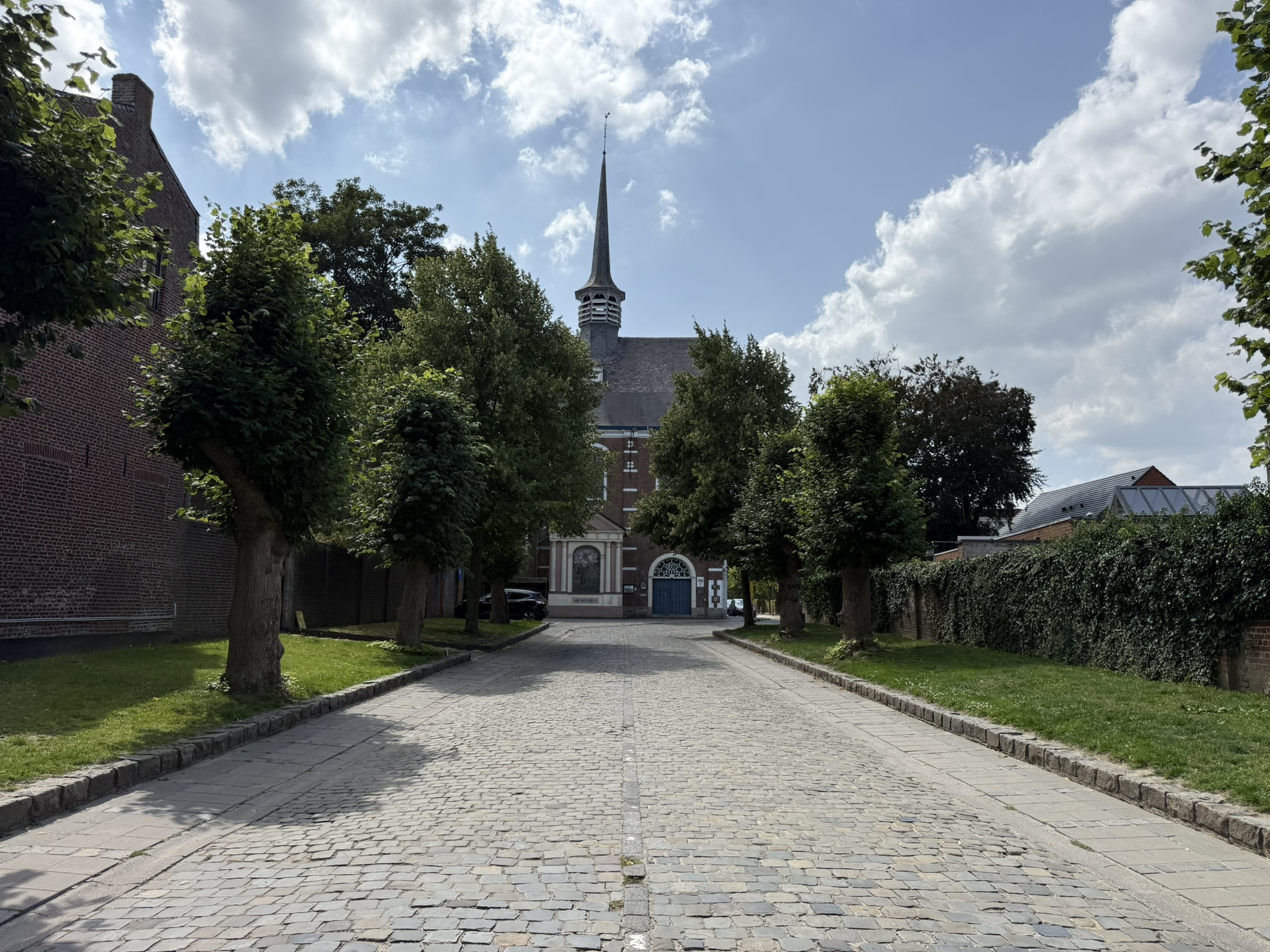
Patersdreef zicht vanuit Kortrijkstraat
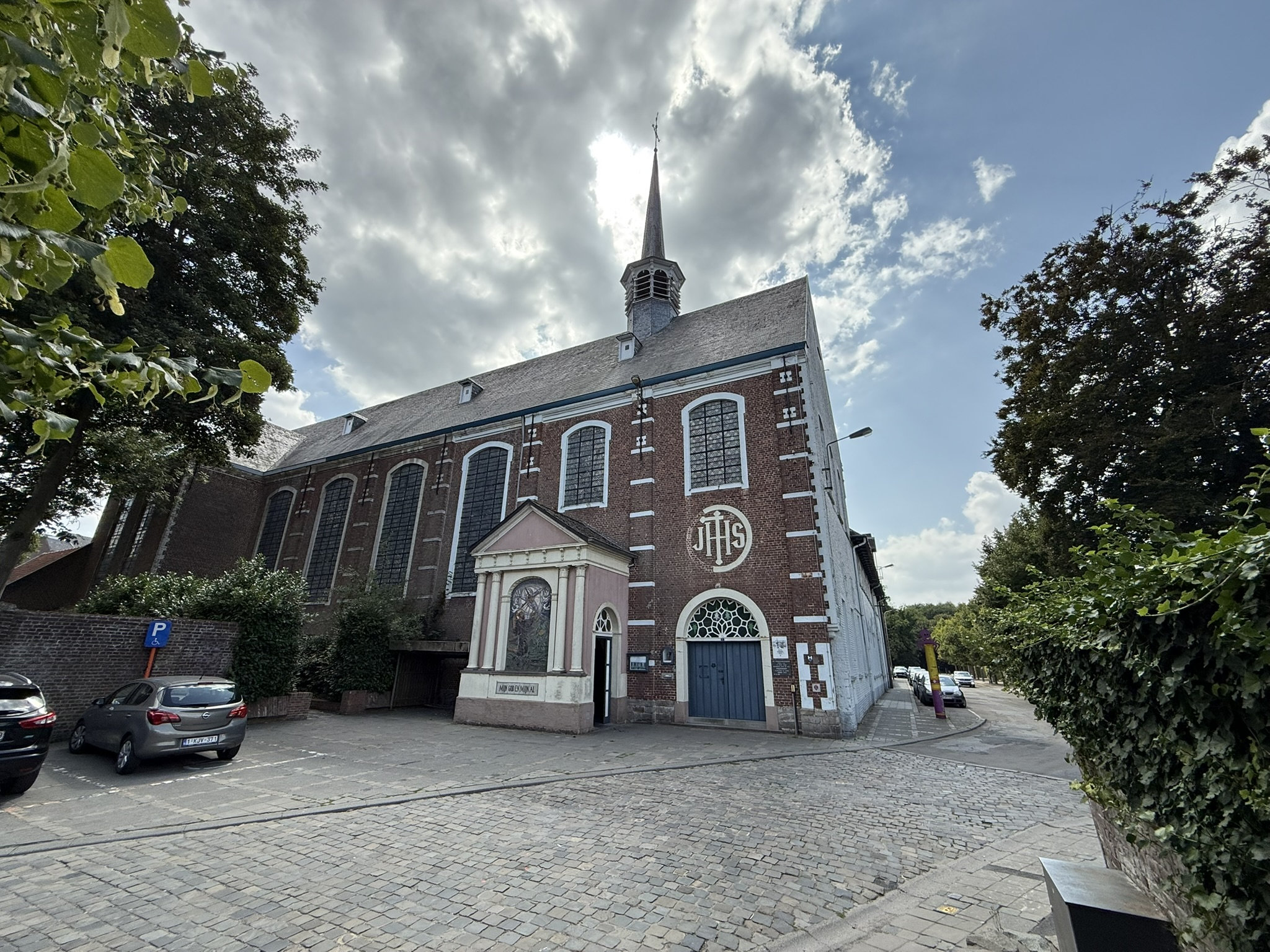
Paterskerk vooraanzicht
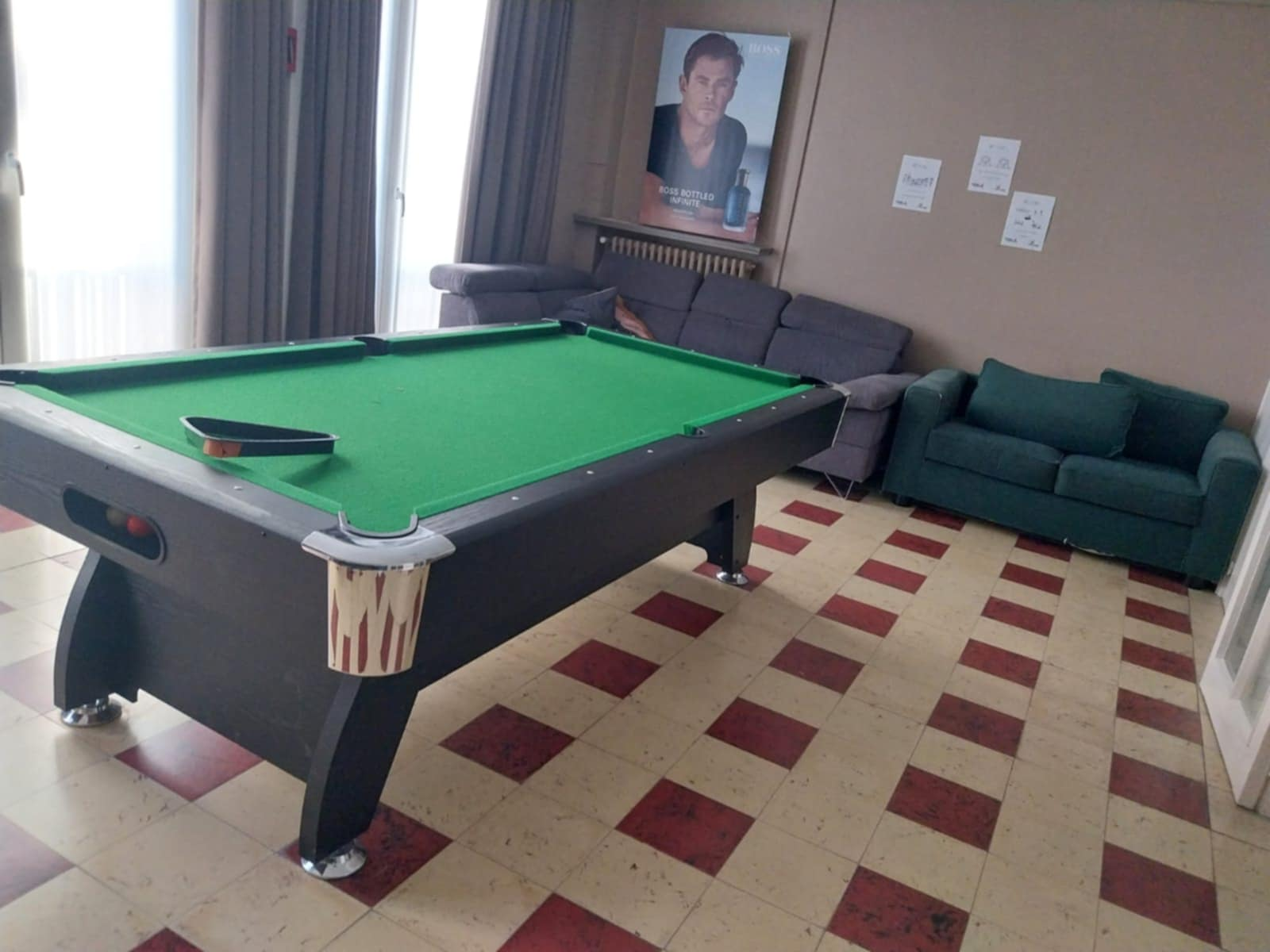
Ontspanningslokaal Internaat Ieperstraat
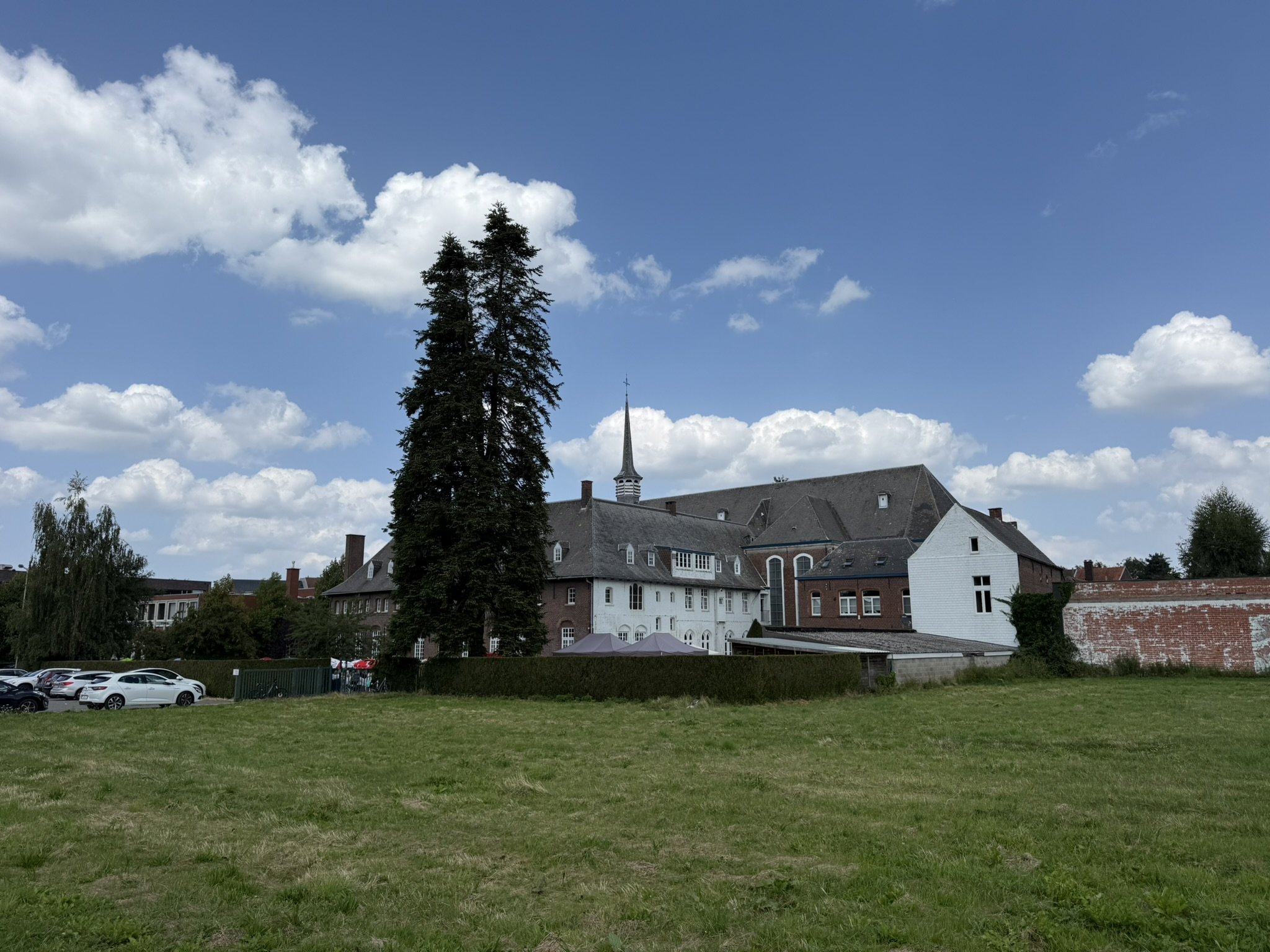
Minderbroederklooster
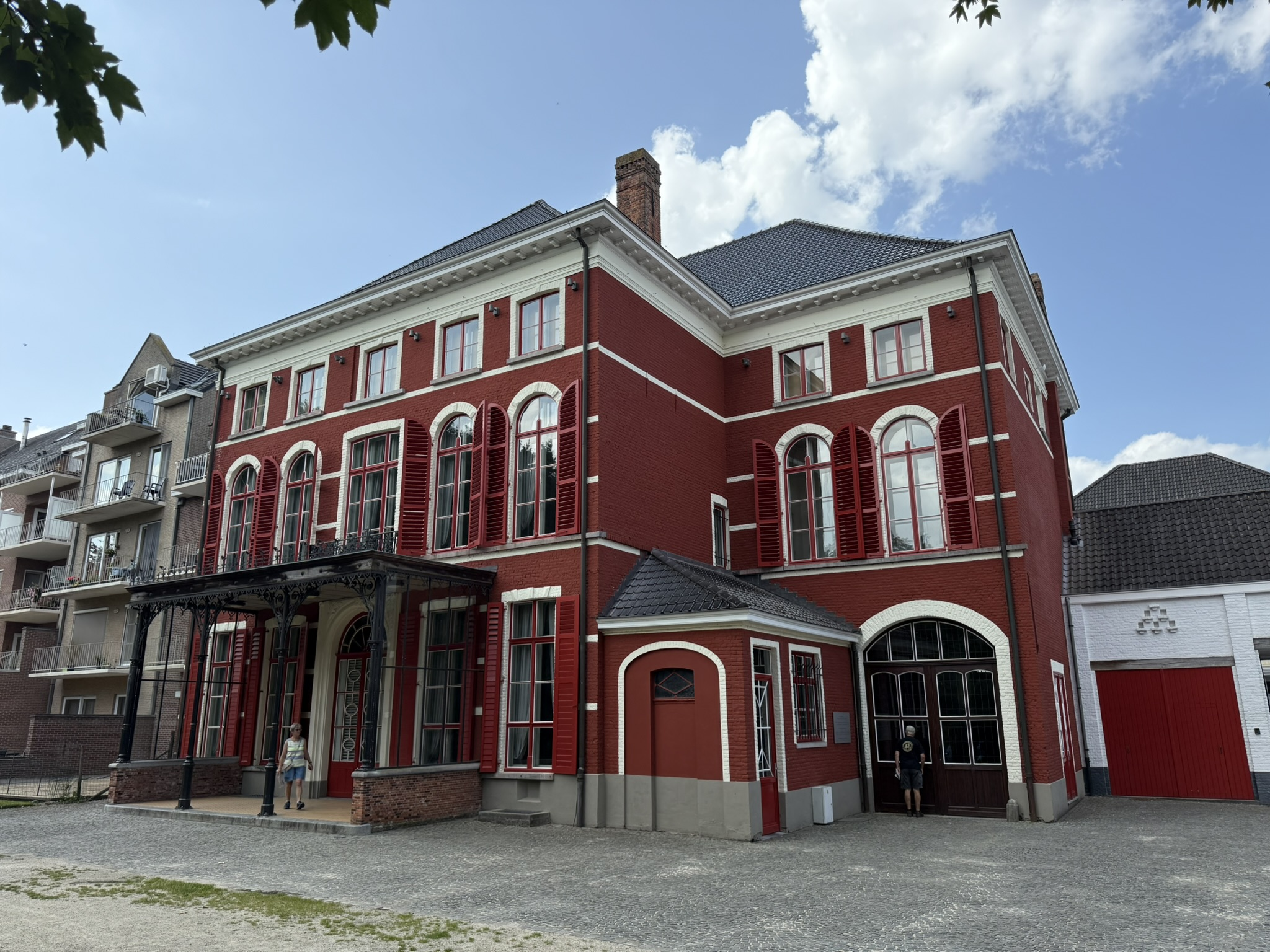
Mulle de Terschueren
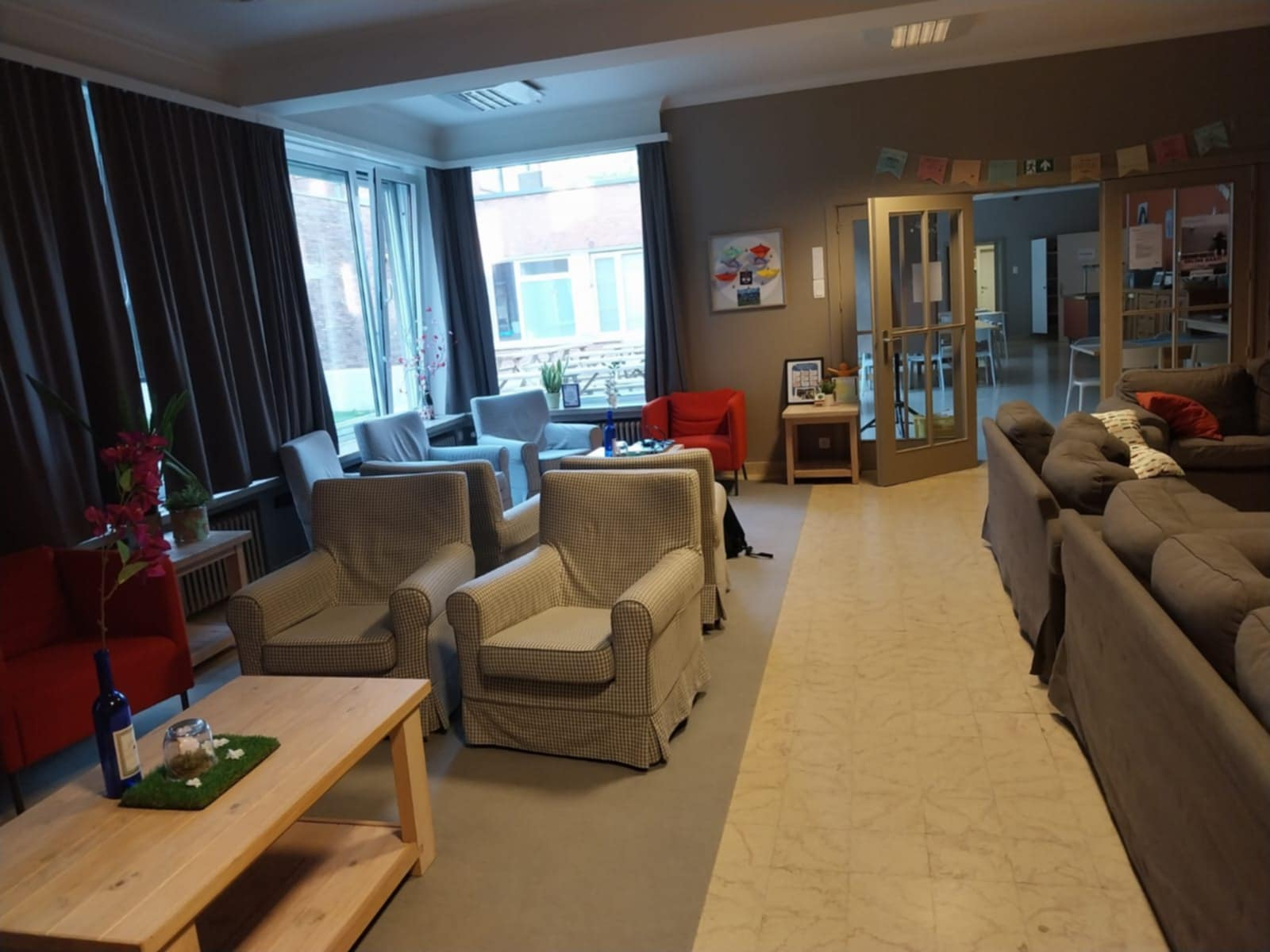
Leefruimte internaat Ieperstraat
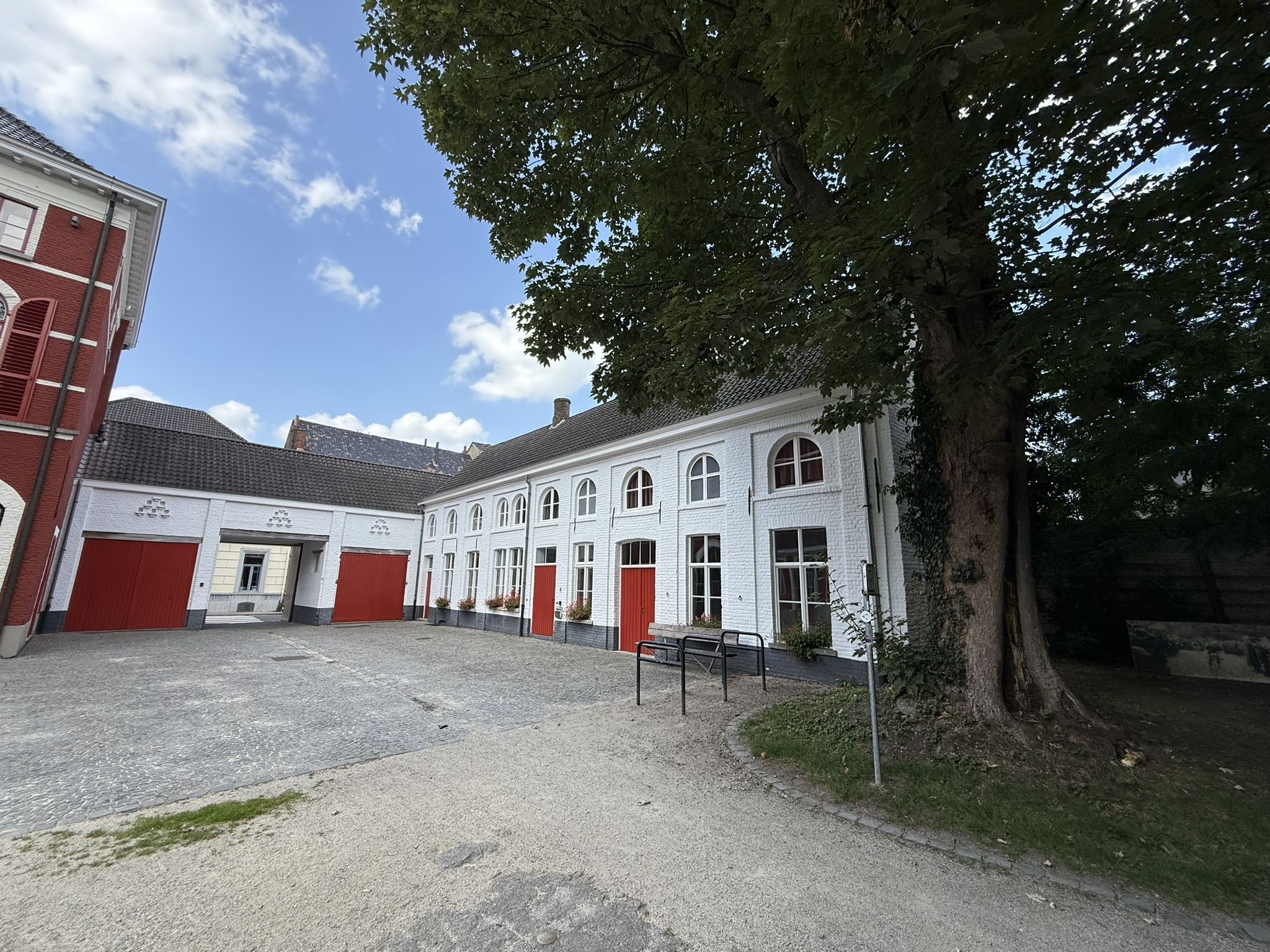
Koetshuis Mulle de Terschueren
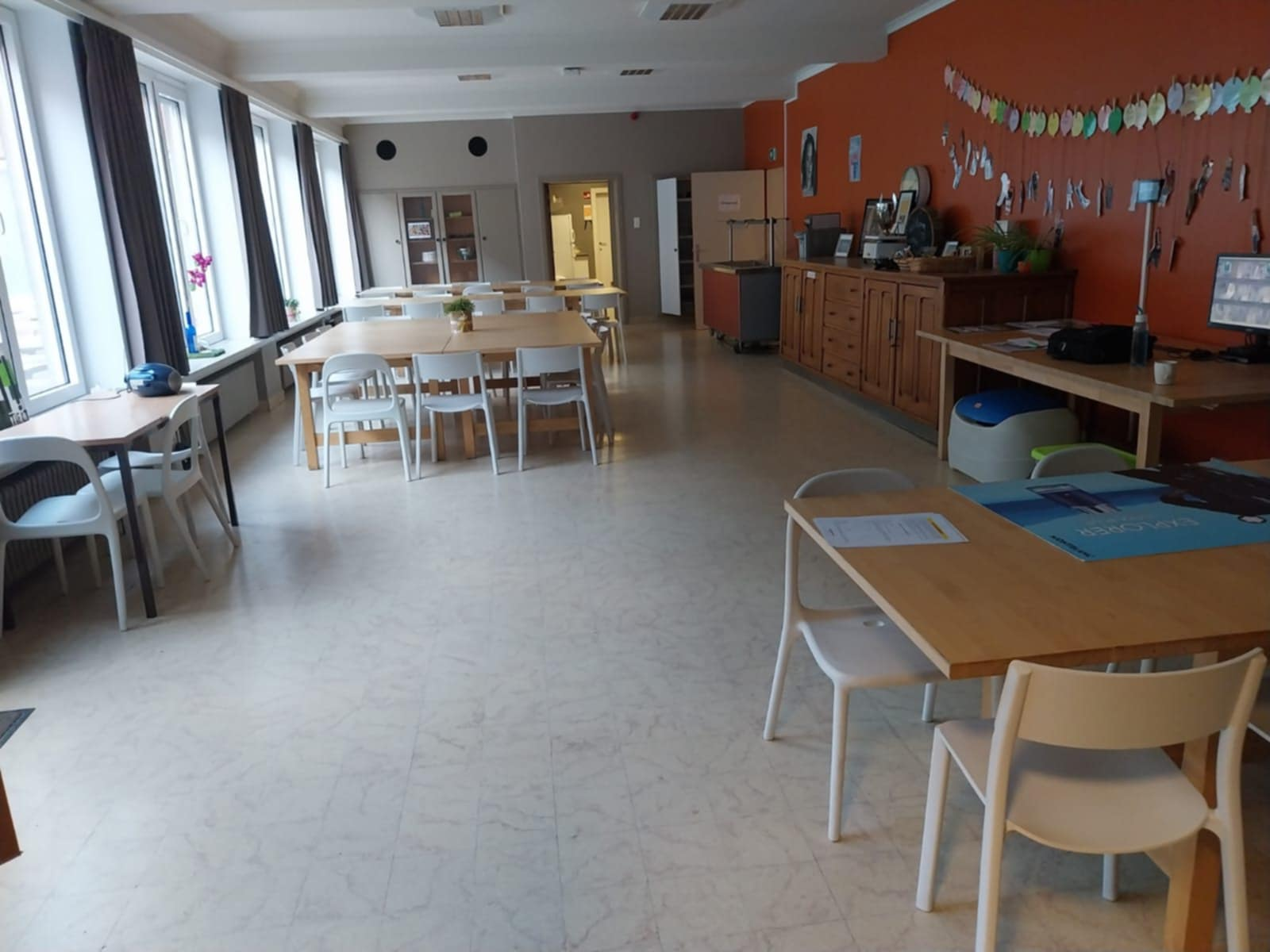
Leefruimte internaat Ieperstraat (2)
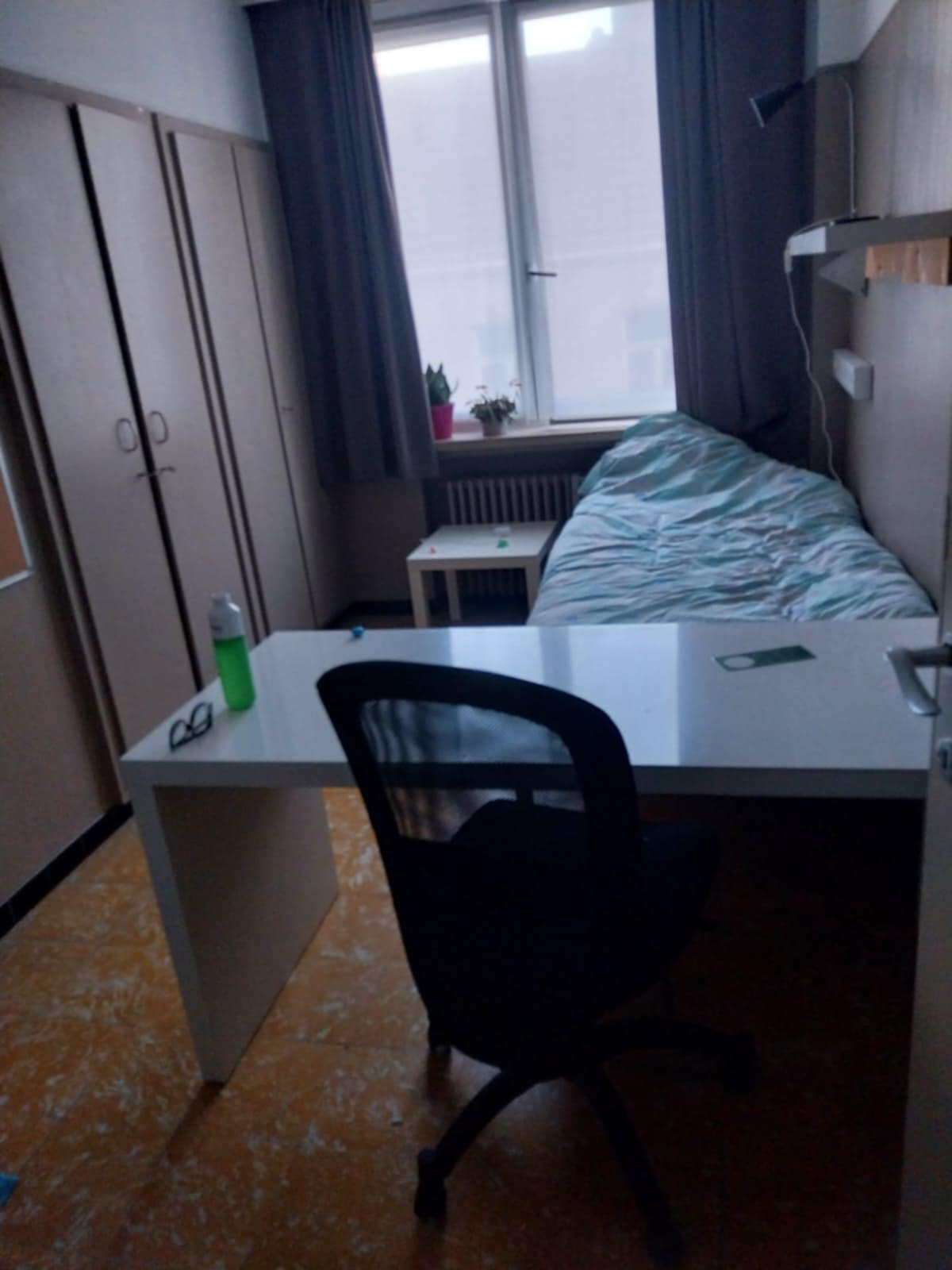
Kamer internaat Ieperstraat
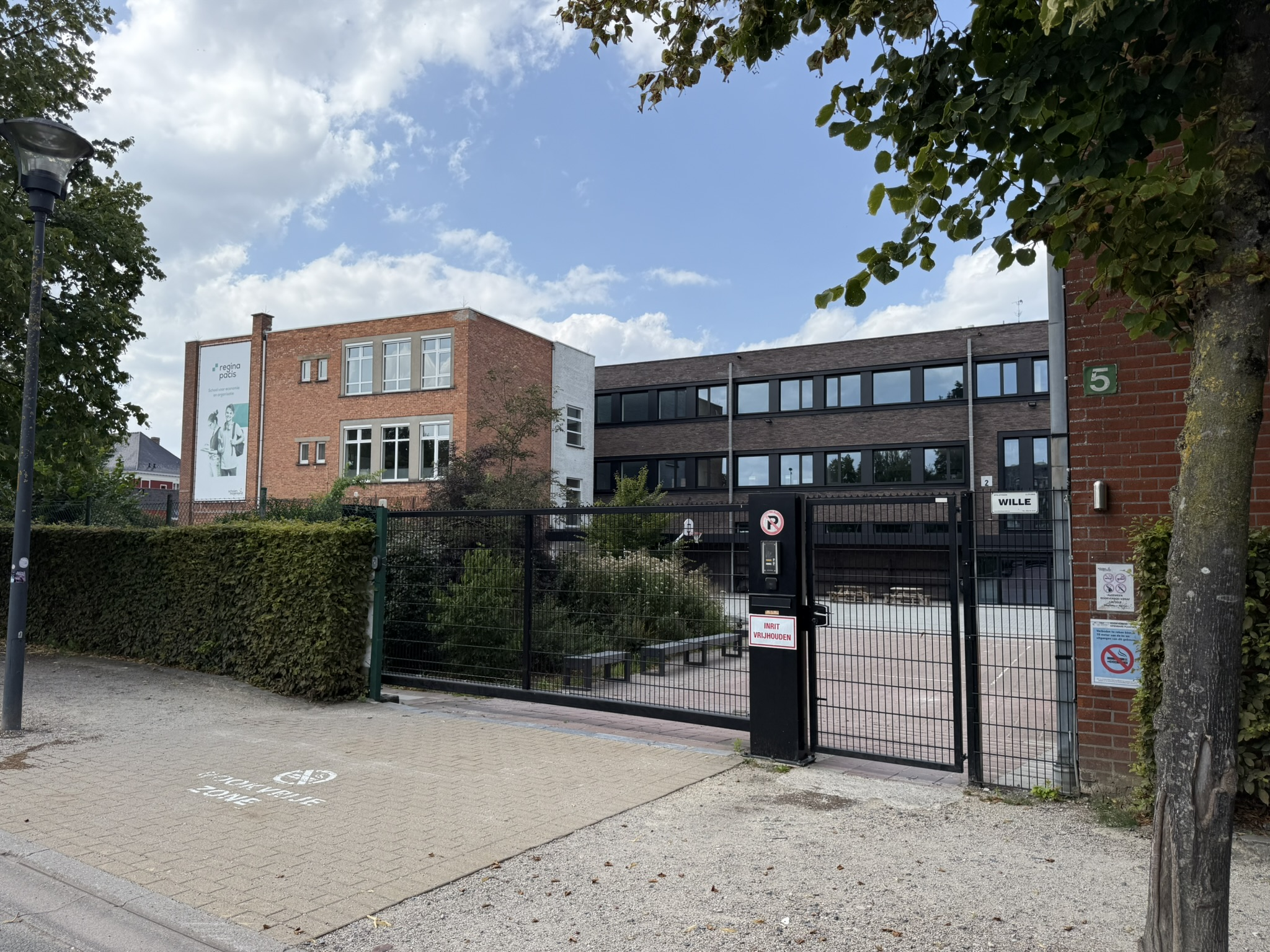
Ingang speelplaats Regina Pacis
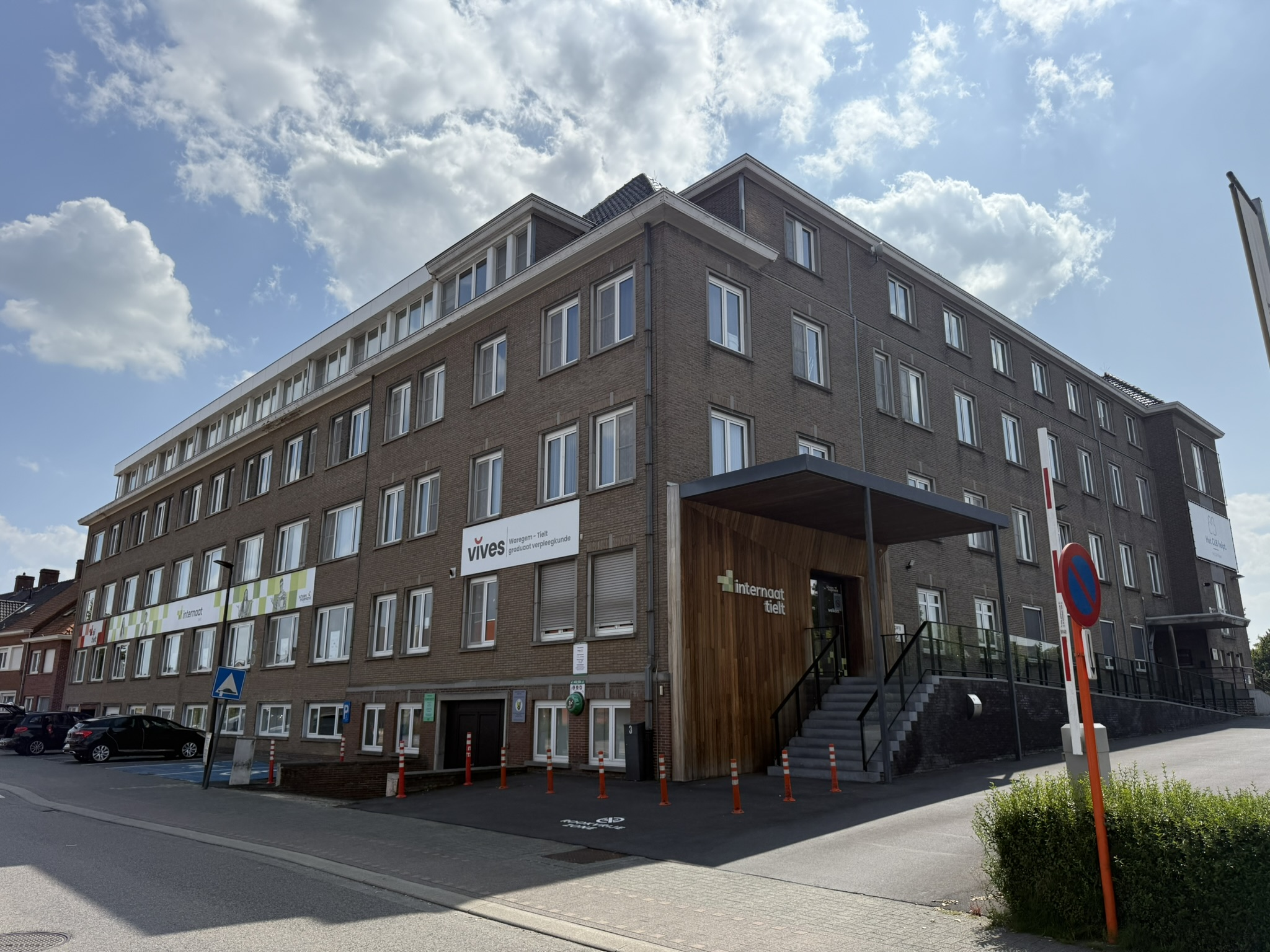
Internaat Beernegemstraat
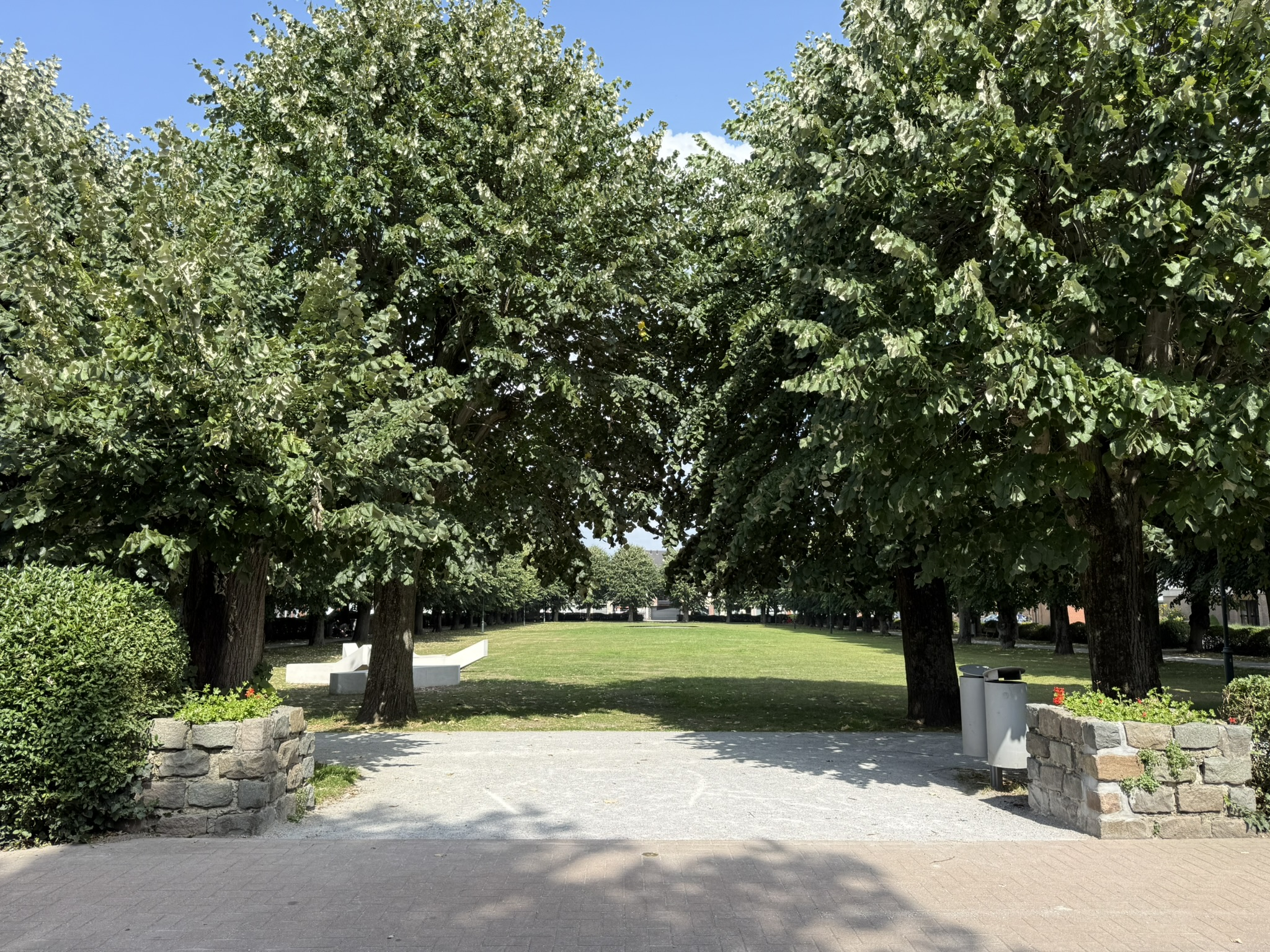
Hulstplein
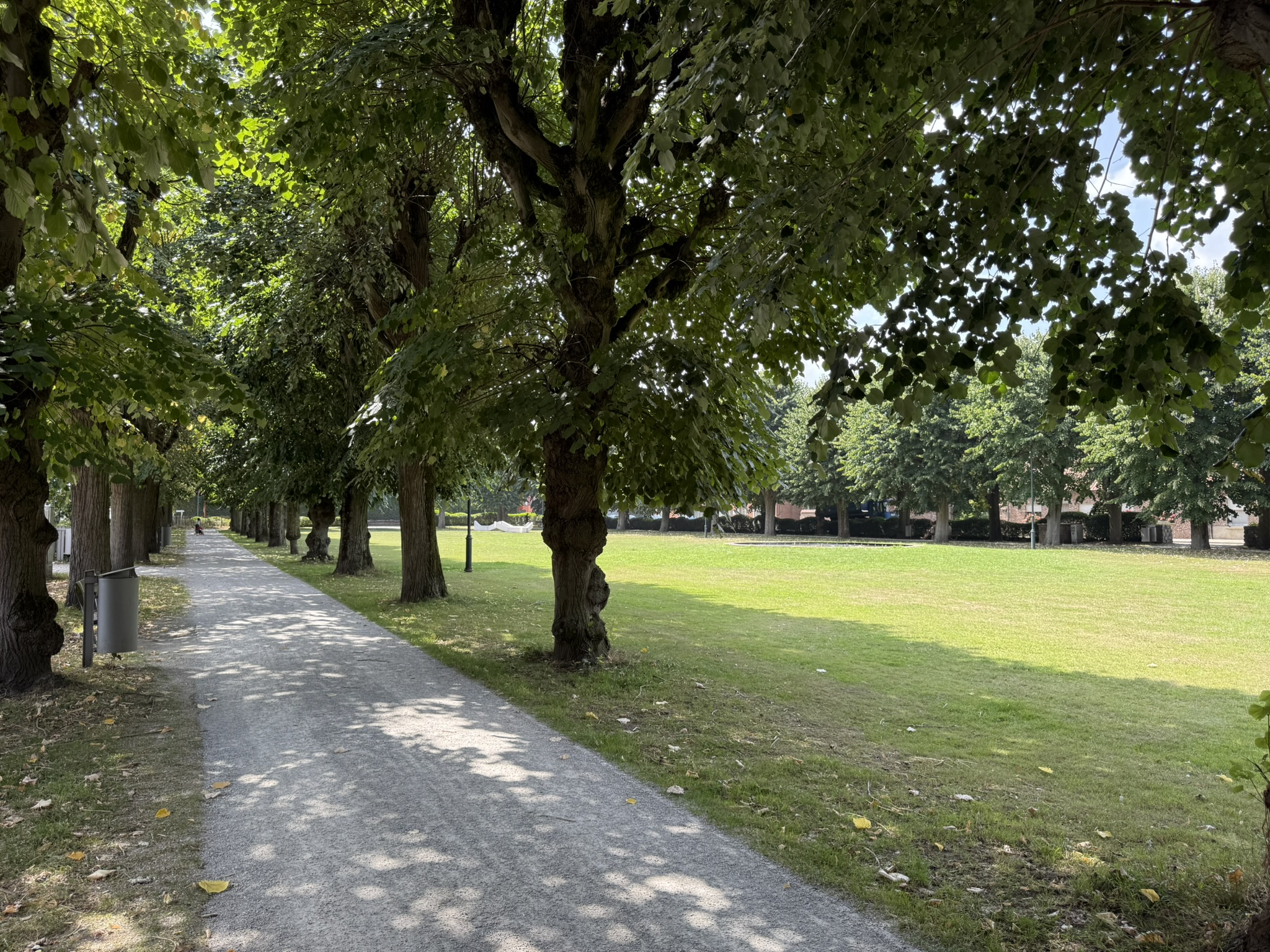
Hulstplein wandelpad
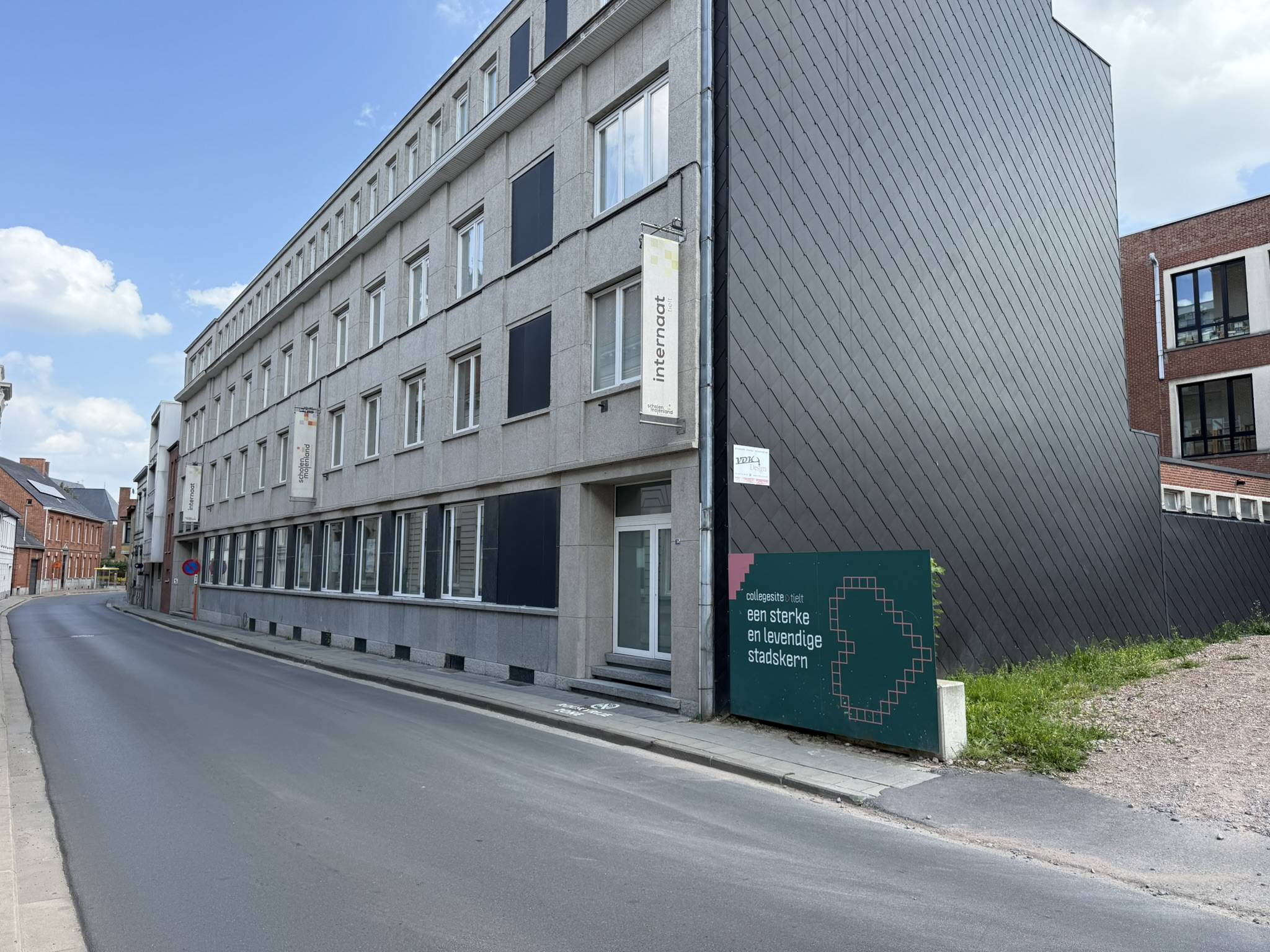
Huidige voorgevel Regina Pacis
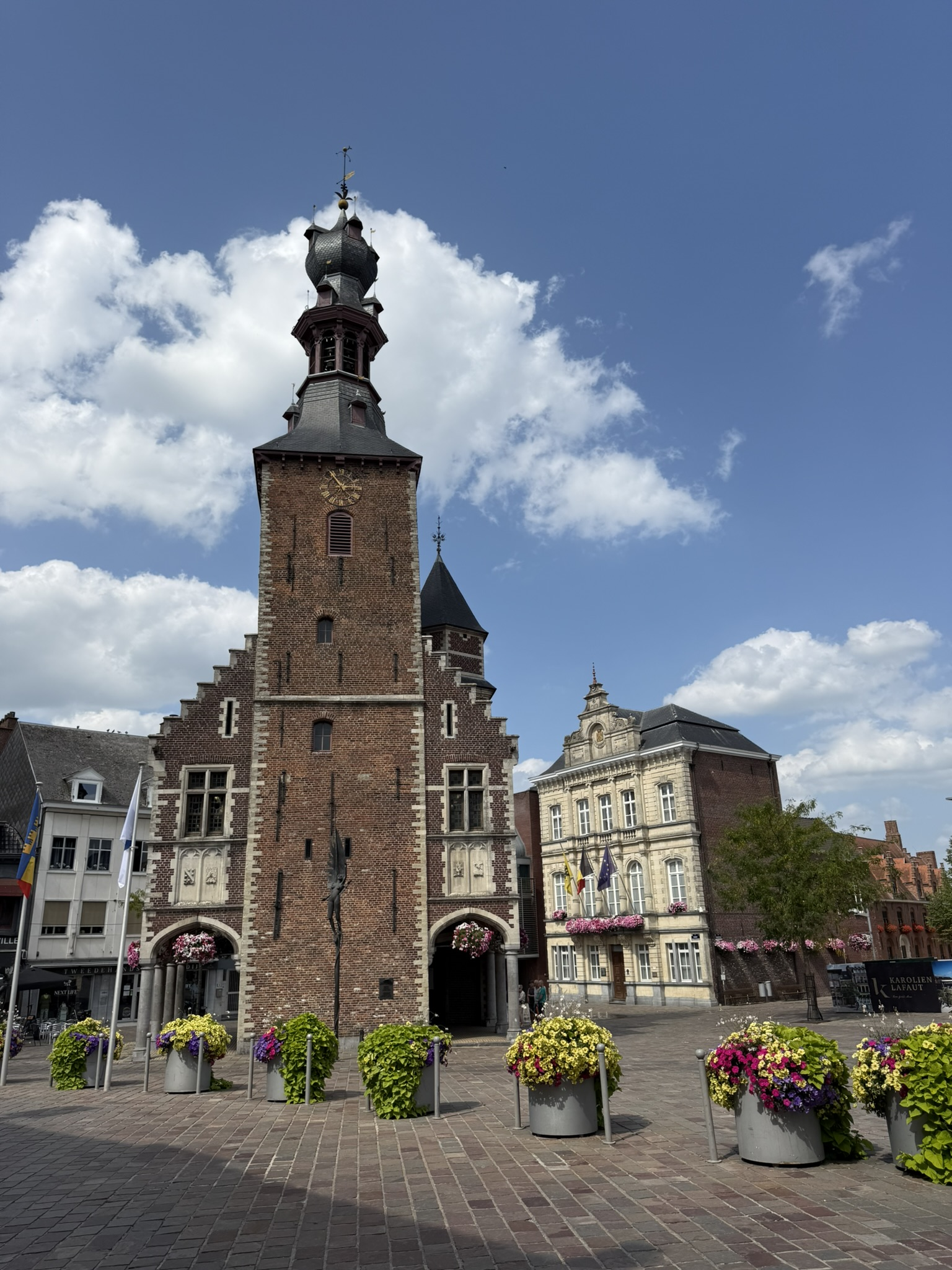
Halletoren Tielt zicht van Nieuwstraat
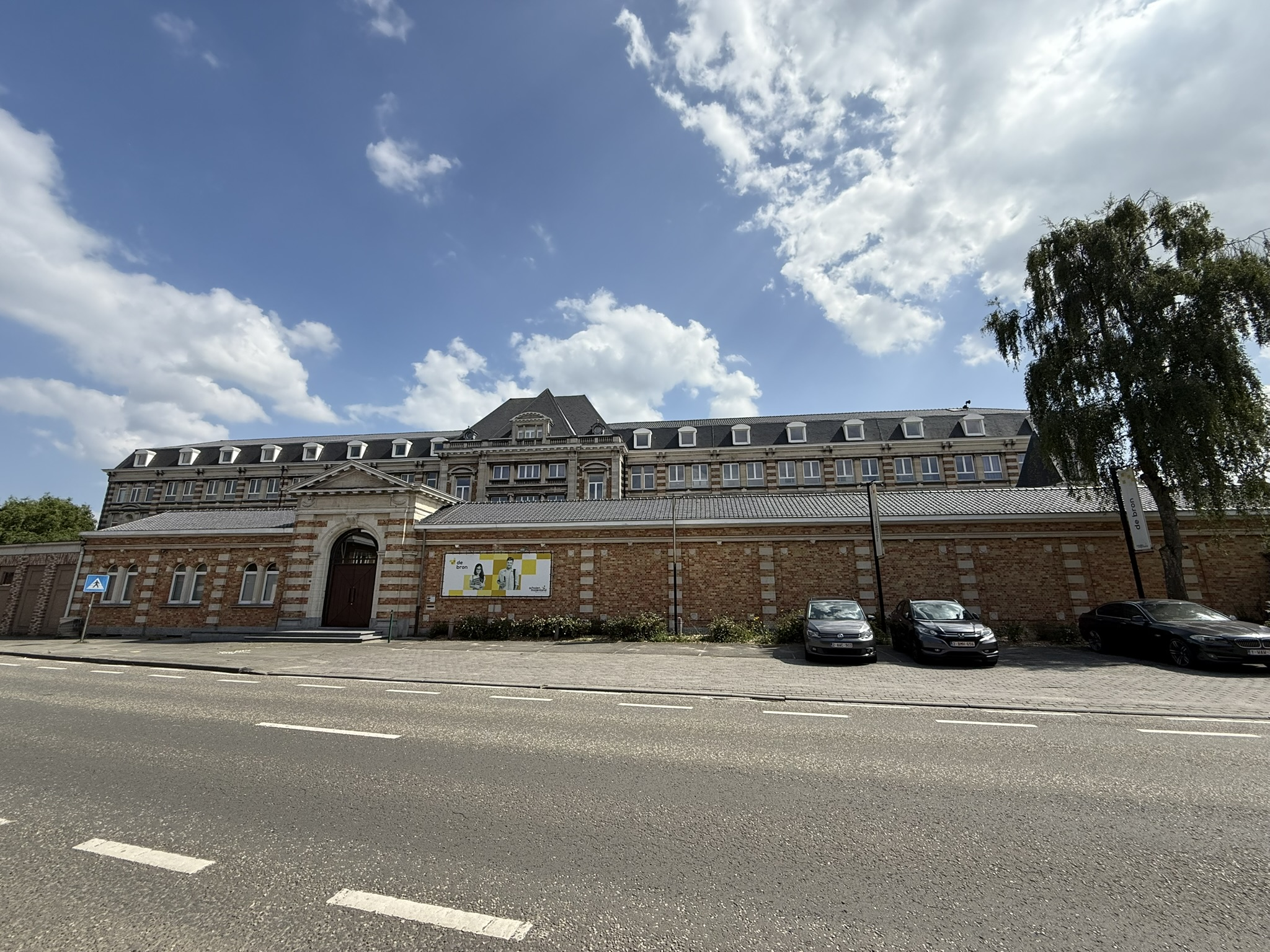
De Bron Tielt
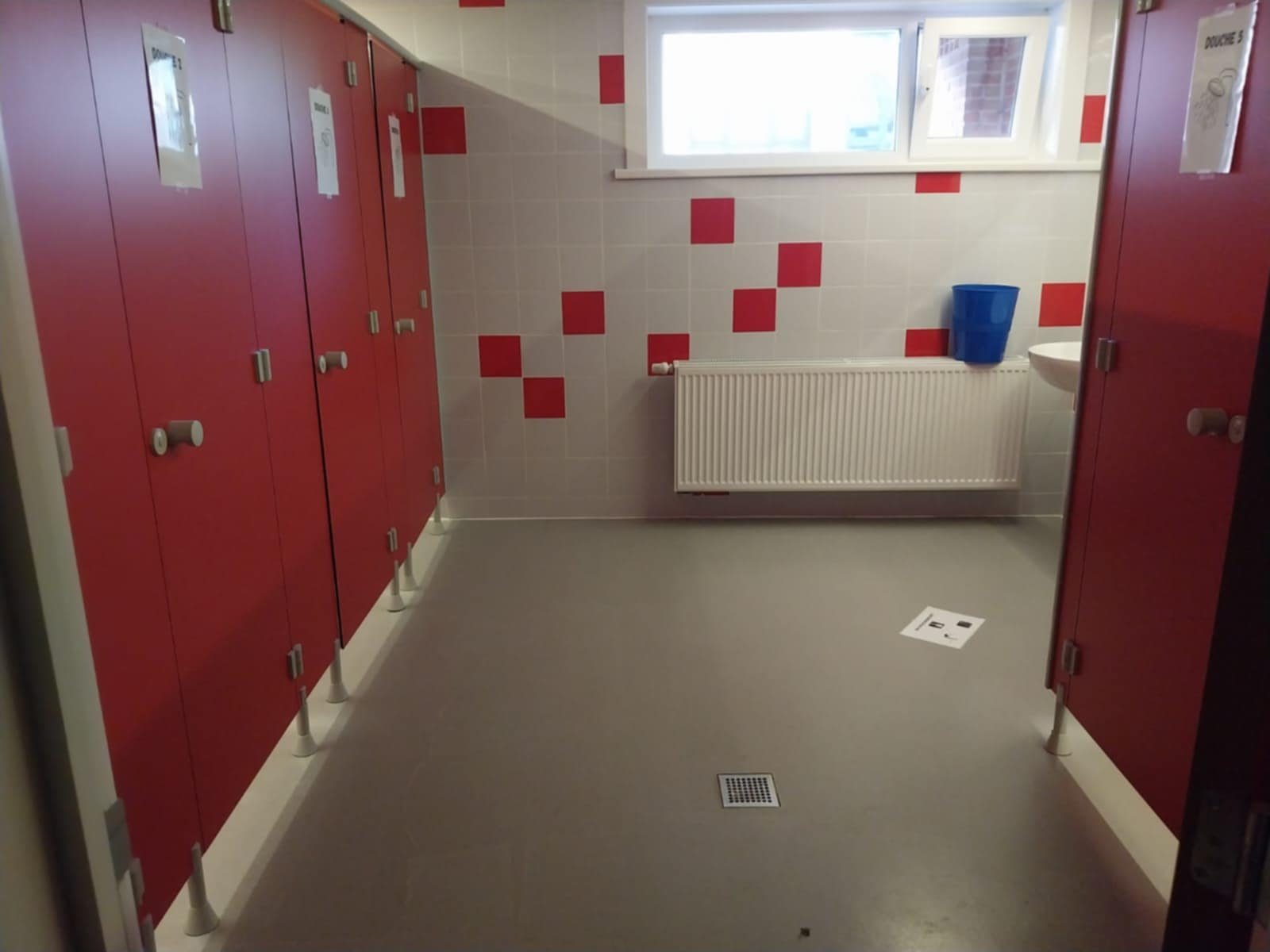
Douches internaat Ieperstraat
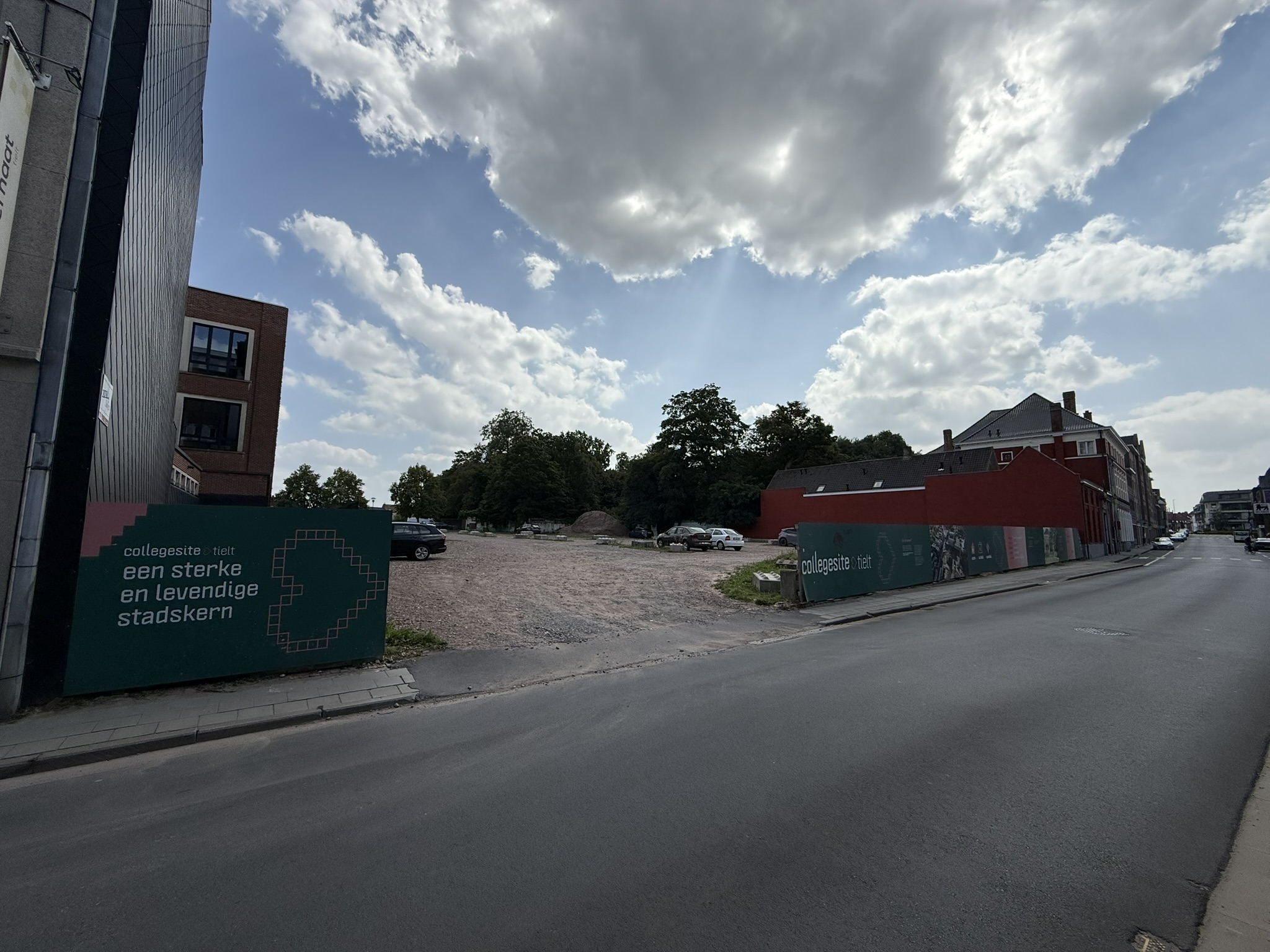
Afgebroken school zicht vanuit Ieperstraat
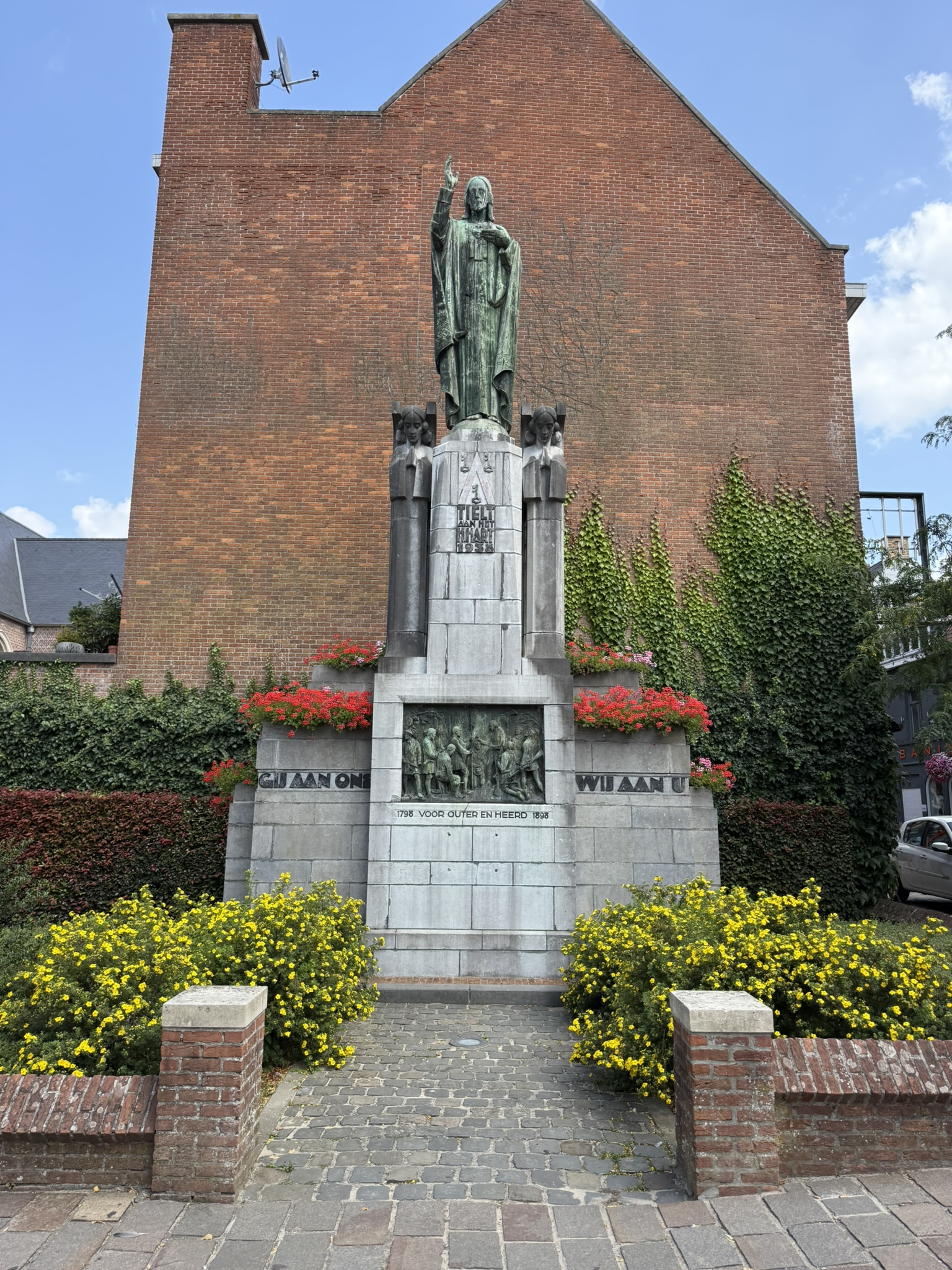
Boerenkrijgmonument
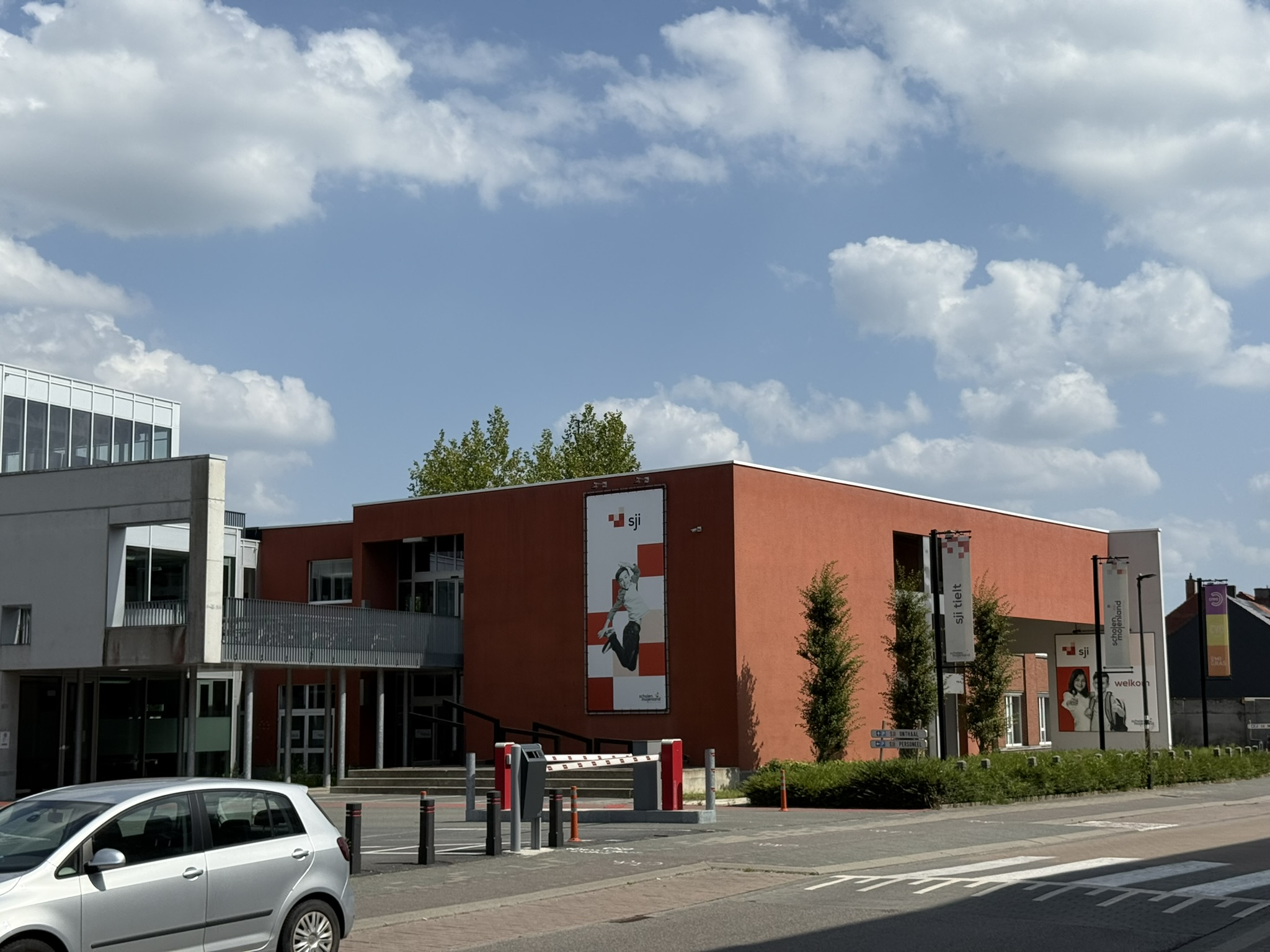
Blok Sint-Jozefsinstituut Beernegemstraat